# 新界區專線小巴80線
新界區專線小巴80線是由彩龍專線小巴有限公司營辦的一條專線小巴線，來往川龍及荃灣（川龍街）。

## 簡介及歷史
本路線提供川龍、曹公潭、寶雲匯、朗逸峰、光板田村及木棉下村往來荃灣市中心的專線小巴服務，於1982年5月2日起投入服務，以配合地铁（現在的港鐵）荃灣線全線通車。
本線主要方便荃錦公路（川龍至木棉下村）沿線居民往來荃灣市中心及接駁港鐵，雖然有九龍巴士51線服務該處，但由於巴士班次非常疏落，（平日班次為每小時一班）加上本線車費比巴士便宜，以及班次頻密，仍受沿線村民歡迎，位於光板田村的私人豪華屋苑寶雲匯及朗逸峰於2004年落成入伙，有不少居民遷入，同時每逢早上至中午（特別是周末及假日），有不少乘客慕名乘搭本線前往川龍村內兩間山水茶樓（端記、彩龍），客量進一步上升。

## 服務時間、班次及收費
此路線分別在每日上午5時15分（荃灣（川龍街）開）和上午5時半（川龍開）開始服務，而兩個方向終止服務的時間皆為翌日凌晨零時正，而兩個方向的班次皆是約7至15分鐘一班。此路線全程收費$7.2，而兩個方向皆設有往來光板田村及兩個總站的分段收費，收取$5.2。

## 行車路線
往荃灣（川龍街）：荃錦公路，荃錦交匯處，蕙荃路，廟崗街，城門道，青山公路，眾安街，荃灣街市街及川龍街。
往川龍：川龍街，兆和街，眾安街，沙咀道，大河道，大河道北，荃錦交匯處及荃錦公路。

## 用車
本線車隊全數採用豐田Coaster小巴行駛。

## 外部連結
- 運輸署 - 新界區專線小巴路線第80號 （页面存档备份，存于）